# Bryum euryphyllum
Bryum euryphyllum là một loài Rêu trong họ Bryaceae. Loài này được Dixon & P. de la Varde mô tả khoa học đầu tiên năm 1927.